# Walther R. Schuster
Walther Rudolf Schuster (* 17. November 1930 in Eger; † 30. April 1992 in Passau) war ein deutscher Organist und Komponist. Er wirkte von 1952 bis 1992 als Domorganist an der Domorgel des Passauer Domes, der damals größten Kirchenorgel der Welt.

## Leben
Schuster wurde in Eger, dem heutigen Cheb, als Sohn des damaligen städtischen Kirchenmusikdirektors und späteren Kirchenmusikers in Vilshofen geboren. Von 1948 bis 1950 studierte er an der Fachakademie für  Katholische Kirchenmusik in Regensburg (Orgel bei Franz Xaver Lehner, Klavier bei O. Sigmund, Gregorianik und Dirigieren bei Ferdinand Haberl, Kontrapunkt bei N. Stannek). Von 1950 bis 1952 war er Organist an der Kirche St. Moritz in Ingolstadt. Ab 1951 studierte er erneut Kirchenmusik an der Hochschule für Musik und Theater München. In seinem Hauptfach Orgel wurde er von Karl Richter, einem Schüler Karl Straubes, unterrichtet, in Kontrapunkt von Karl Höller, Klavier bei Fritz Linden.
Noch während seiner Studienzeit wurde er 1952 – außerhalb des eigentlichen Berufungsverfahrens – als Domorganist an die Passauer Domorgel berufen, nachdem der Gewinner des eigentlichen Auswahlspiels Franz Lehrndorfer abgesagt hatte. Schuster war Mitglied der Innviertler Künstlergilde. 1959 heiratete er die Sopranistin Hedy Bogner, die schon 1969 plötzlich verstarb. Sie hinterließ Schuster die Tochter Gaby. 1972 heiratete Schuster die Sekretärin Maria Beer. Neben dem liturgischen Orgelspiel hatte Schuster während des Sommers tägliche halbstündige Orgelkonzerte für Touristen zu spielen, für die er über 70 Konzertprogramme zusammengestellt hatte.
Von 1952 bis 1958 unterrichtete er in dessen Schulzeit den späteren Komponisten und Professor Nicolaus A. Huber in Orgel. Dieser komponierte später das Orgelstück Rituale.
Als ab 1975 im Zuge der Domrenovierung auch die Orgel neu erbaut werden sollte, schlug Schuster zunächst eine 70 Register große Hauptorgel, die Rekonstruktion der spätgotischen Pfeilerorgeln, die Mechanisierung der Chororgel und den Abbau der Fernorgel vor. Da die Orgel damit den Status als größte Kirchenorgel der Welt verloren hätte, musste sich Schuster jedoch stärkeren Interessen beugen.
1992 bat er um vorzeitige Entlassung aus dem Dienst. Sein Nachfolger wurde am 1. März Hans Leitner, ein Schüler seines früheren Mitbewerbers Franz Lehrndorfer. Er verstarb nur wenige Wochen später am 30. April in Passau an akutem Kreislaufversagen. Er ist auf dem Innstadtfriedhof begraben.

## Werke
- Praeludium super ‚O Sanctissima‘ (1946)
- Praeludium, Choralvorspiel und Ciacona über den Choral ‚Nun lobet Gott im hohen Thron‘ (1948)
- Orgelpartita über ein Alt-Egerer Marienlied - „Ave Maria zart“  (1951)
- Toccata, Largo und Fuge über den Tonus peregrinus (1951)
- O Traurigkeit, o Herzeleid (1952)
- Magnificat anima mea Dominum. 4–6stimmig gemischter Chor a-cappella (1955–1956)
- S. Stephani Protomartyris Organo (1956)
- Dominica Resurrectionis (April 1957)
- Postludium (Toccatina) (1958)
- Deutsche Totenmesse (1968)

## Preise und Ehrungen
- 1975: Sudetendeutscher Kulturpreis
- 1975: Kulturpreis der OBAG
- 1978: Kultureller Ehrenbrief der Stadt Passau

## Diskografie
- Die größte Kirchenorgel der Welt im Hohen Dom zu Passau. 1984, Motette 10601, CD (Werke von Muffat, Reger, Improvisationen).